# No More Sad Songs
No More Sad Song è un singolo del girl group britannico Little Mix, pubblicato il 3 marzo 2017 come terzo estratto dal quarto album in studio Glory Days in una versione cantata in collaborazione del rapper Machine Gun Kelly.

## Pubblicazione
Una versione remixata della canzone, in collaborazione con il rapper Machine Gun Kelly, è stata annunciata come il terzo singolo estratto da Glory Days il 1 marzo 2017 ed è stata rilasciata il 3 marzo 2017.

## Accoglienza
Lo scrittore di Digital Spy Lewis Corner ha dichiarato: "Ora che la rottura è passata in modo perfetto, le ragazze stanno cercando di rimetterle alle spalle godendosi nuovamente le loro vite. L’unica richiesta? Basta canzoni tristi, ovviamente. "Sto ancora provando a mettere questo dietro di me / voglio ancora sapere chi ti sta portando a casa", Perrie canta nella sua strofa, prima che irrompe un vivace ritornello con toni elettronici che è davvero travolgente: è una svolta meravigliosamente provocatoria su un banger da club, e la voce di Perrie alla fine è un grande momento."

## Tracce
1. No More Sad Songs (feat. Machine Gun Kelly) – 3:45 (Emily Warren, Edvard Førre Erfjord, Henrik Michelsen, Tash Phillips)

## Classifiche
| Classifica (2017) | Posizione massima |
| ----------------- | ----------------- |
| Irlanda           | 25                |
| Nuova Zelanda     | 9                 |
| Regno Unito       | 15                |